# Chiesa di Sant'Ivone degli Avvocati
La chiesa di Sant'Ivone degli Avvocati (già Cappellania De Grassis) è una delle chiese monumentali di Napoli; è sita nel centro storico, in via Santi Apostoli.
La chiesa, soppressa nel 1952, diventò un monumento vincolato, patrimonio del nuovo ente che ne assunse la gestione.

## Storia
La chiesa, dedicata al protettore degli avvocati sant'Ivo (o Ivone) Hélory, era impegnata in opere di carità a favore delle famiglie degli avvocati o magistrati deceduti.
Già presente nel XVIII secolo, la chiesa si occupava esclusivamente di beneficenza; a prova di ciò, vi sono le tavole di fondazione approvate dai decreti borbonici del 9 settembre 1800 e del 1º settembre 1802, in cui viene asserito:
gratuita difesa dei poveri nelle loro liti civili contro dei doviziosi e potenti da quali erano sopraffatti e oppressi", e di "soccorrere i poveri professori legali, i quali ridotti alla miseria o per l'età, o per l'infermità, o per altre disgrazie non possono più procacciarsi il vitto con la loro professione.
La congrega beneficiò anche dei fondi di importanti personalità storiche, come ad esempio Filippo IV. Questa iniziativa trasse le proprie origini sotto Federico II di Svevia, quando fu istituito un avvocato per i poveri pagato dal fisco che, successivamente, con la progressiva dominazione spagnola, fu spogliato delle sue funzioni. Proprio in seguito a queste privazioni venne creata questa congrega dedicata a Sant'Ivone.
Col decennio francese, la chiesa perse le sue funzioni per poi riacquistarle nel XIX secolo.
Durante la seconda guerra mondiale la struttura fu particolarmente presa d'assalto dai suoi devoti, per la crescente paura dei bombardamenti.

## Architettura ed opere
Il pregevole edificio storico è un locale caratterizzato da decori in stucco lungo tutte le pareti e la volta che formano lunette sopra i vani finestra. Le tele che erano qui mostrate, sono ora esposte al quinto e al sesto piano della Sede della Cassa: essi raffigurano una Madonna col bambino e San Giovanni, Sant'Ivone e San Michele Arcangelo.